# Erasmus Student Network
Erasmus Student Network eller ESN är ett europeiskt studentförbund vars mål är att främja och utveckla internationellt studentutbyte. Det består av över 12 000 medlemmar från 338 lokala sektioner i 34 länder vid högskolor och universitet. ESN är organiserat på lokal, nationell och internationell nivå. Totalt når ESN cirka 150 000 internationellt sinnade studenter. (Vid årsskiftet 2007-2008.)
ESN:s mål är att främja den sociala och personliga integrationen av internationella studenter, med fokus på utbytesstudenter. De lokala ESN-sektionerna erbjuder direkt hjälp och annan värdefull information för utbytesstudenterna vid deras universitet och högskolor. Med ESN:s hjälp kan de nyanlända internationella studenterna enklare anpassa sig i deras nya miljö så att de kan utnyttja sitt utbyte på bästa möjliga sätt. ESN representerar också de internationella studenternas behov och förväntningar lokalt, nationellt och internationellt. Även anskaffande av relevant information om akademiska utbytesprogram och studentrörlighet tillhör ESN:s verksamhetsområde.

## ESN:s sex grundstenar
- ESN arbetar i utbytesstudenternas intresse.
- ESN arbetar för att förbättra den sociala och praktiska integrationen av utbytesstudenter.
- ESN representerar utbytesstudenternas behov och förväntningar lokalt, nationellt och internationellt.
- ESN tillgodoser relevant information om akademiska utbytesprogram och ESN-resurser.
- ESN arbetar med uppföljning av hemvändande studenter.
- ESN bidrar med utvärdering av olika utbytesprogram.

## ESN:s historia
1987 blev en plan om att uppnå ett omfattande mobilt utbyte för akademiska utbildningar godkänt av Europeiska Gemenskapen, EG (nuvarande EU). En del av detta var det så kallade Erasmusprogrammet, ett utbytesprogram för att erbjuda studenter att tillbringa en del av sin utbildning i andra länder.
Erasmus rådet bjöd sedan 1989 in 32 före detta Erasmusstudenter för en utvärderingsmöte i Gent i Belgien. Mötet blev startpunkten för ESN. Problemen som hade uppenbarats vid mötet blev huvuduppgifterna att arbeta med för grundarna av ESN. Den grundläggande idén bakom organisation blev studenter som hjälper studenter, vilket fortfarande är det viktigaste mottot för Erasmus arbete.
ESN-sektioner bildades vid olika europeiska universitet och med ekonomisk hjälp från EG. I oktober 1990 grundades ESN International vid ett möte i Köpenhamn i Danmark med 49 deltagare från nästan samtliga EG:s medlemsstater. ESN International registrerades som organisation under dansk lag (2005 omregistrerades organisationen under belgisk lag). Desiree Majoor från Utrecht i Nederländerna blev ESN:s först president.

## ESN idag
Organisation har växt år för år och 1994 hade ESN 60 sektioner i 14 länder. Tio år senare, 2004, bestod ESN av 170 sektioner i och utanför Europa, från Norden i norr till Marocko i söder. Ny teknologi har signifikant förbättrat samarbetet mellan sektionerna och ofta förekommande möten har stärkt banden mellan ESN medlemmar, samtidigt som det tjänar som en möjlighet att utbyta idéer och arbeta tillsammans för en bättre framtid. Idag, i början av 2010, består ESN av 342 sektioner i 34 länder.

## Pallomeri
Inom ESN används ofta hälsningen “Pallomeri”. Ordets härstammar från det finska ordet för bollhav. Hos ESN har ordet fått symbolisera den känsla som organisation bär med sig. Även en engelsk akronym har skapats för ordet:
- Pan-European - Paneuropeisk
- Association - Förening
- Leading - Som leder
- Local - Lokala
- Organizations - Organisationer
- Making - Till att göra
- Erasmus - Erasmus
- Richer - Rikare
- Inside - Inifrån

Även en sång och en musikvideo har skapats om ordet och känslan Pallomeri.

## ESN:s struktur
ESN består av tre nivåer; en lokal, en nationell och en internationell.

### Den lokala nivån
På den lokala nivån finns den direkta kontakten med utbytesstudenterna. ESN:s sektioner organiserar aktiviteter och introduktionsprogram, och representerar utbytesstudenterna och deras intressen gentemot de akademiska institutionerna och lokala myndigheter. Tillsammans formerar ESN:s alla sektionerna "Annual General Meeting" (AGM), ESN:s årsmöte och högsta beslutande organ.

### Den nationella nivån
På den nationella nivån representeras utbytesstudenterna och deras intressen gentemot nationella myndigheter. Det är de lokala sektionerna inom ESN:s medlemsländer som tillsammans möts vid nationella plattformar (NP), och utkomsten vid dessa möten företräds av en så kallad nationell representant (NR). NR representerar de lokala sektionerna från ett land både vid ESN-möten på internationell nivå och gentemot utomstående organ, samtidigt som tillgodoser informationsflödet mellan den internationella nivån och den lokala sektionerna.
I Sverige finns det idag, i april 2010, tolv medlemssektioner som tillsammans bildar ESN Sverige. ESN Sverige verkar, liksom ESN International, för de internationella studenternas välbefinnande.

### Den internationella nivån
På den internationella nivån har ESN regelbundna möten med internationella myndigheter och organisationer där man diskuterar utbytesstudenterna och deras intressen. Styrelsen är det verkställande organen hos ESN International. De nationella representanterna från ESN:s medlemsländer bildar tillsammans ”Council of National Representatives” (CNR), som är ESN:s konsultgivande organ.

## ESN Sea Battle
ESN Sea Battle är en studentkryssning som inträffar två gånger om året, vanligtvis i november och april. Ungefär 2000 studenter från Sverige, Danmark, Norge, Lettland, Estland och Litauen deltar i kryssningen. Under kryssningen anordnas alla möjliga aktiviteter; speed dating, music quiz, karaoke, livemusik och en massa andra roliga aktiviteter. Kryssningen brukar vara höjdpunkten för många av utbytesstudenterna som studerar vid något av lärosätena som ESN är verksamma vid. ESN Sverige är huvudorganisatör för kryssningen. ESN Sea Battle har en egen hemsida ESN Sea Battle

## Internationella projekt

### Prime
ESN arbetar aktivt med projektet Prime vars syfte är att studenter som läst kurser utomlands ska kunna få alla sina poäng tillgodoräknade och erkända vid sitt hemuniversitet. Detta är ett projekt som finansieras av Europeiska kommissionen.

### Exchangeability
Exchangeability är ett projekt ESN arbetar med för att försöka främja möjligheten för handikappade studenter att delta på alla aktiviteter som anordnas av sektionerna. Det långsiktiga målet är att försöka ge fler handkippade studenter chansen att studera som utbytesstudenter.

## Presidenter
- Stefan Jahnke - Sverige 2013-2014
- Emanuel Alfranseder - Sverige 2012-2013
- Tania Berman - Frankrike 2011-2012
- Eva Ntovolou - Grekland 2010-2011
- Marketa Tokova - Tjeckien 2009-2010
- Matthias Fenner - Schweiz 2008-2009
- Giorgio Marinoni - Italien 2007-2008
- Davide Capecchi - Italien 2005-2007
- Pascal Gemperli - Schweiz 2004-2005
- Zsofia Honfi - Ungern 2004
- Calle Johnzén - Sverige 2003-2004
- Hanna-Maija Saarinen - Finland 2002-2003
- Stefanie Kothmiller - Österrike 2001-2002
- Mikko Arvas - Finland 2000-2001
- Matej Acceto - Slovenien 1999-2000
- Elke Resch - Österrike 1998-1999
- Dimitris Parthenis - Grekland 1997-1998
- Pavlos Exarchos - Grekland 1996-1997
- Jorn Bo Thomsen - Danmark 1995-1996
- Jelle Calsbeek - Nederländerna 1994-1995
- Jorge Cerveira Pinto - Portugal 1993-1994
- Anja Wang - Danmark 1992-1993
- Christoffer Loffredo - Italien 1991-1992
- Desiree Majoor - Nederländerna 1990-1991

## Svenska ordförande
- Safi Sabuni - Växjö 2013-2014
- Jonathan Jelves - Lund 2012-2013
- Emre Emirlioglu - Stockholm KTH 2011-2012
- Marilyn Klarin - Växjö 2011
- Johan Ström - Kalmar 2010-2011
- Håkan Berg - Uppsala 2010-2010
- Elin Dahlgren - Linköping 2009-2010
- Andrea Laestadius - Lund 2008-2009
- Kawin Mårtensson - Linköping 2007-2008
- Jonas Tufvesson - Örebro 2006-2007
- Veronica Hallsenius Lindhe Örebro 2005-2006
- Cristian Franzén - KTH 2004-2005
- Louise Kihlborg - Linköping 2003-2004
- Markus Friberg - Linköping 2002-2003
- Anna Sönsteby Alstermark SUS 2001-2002
- Svante Edqvist Halmstad 2000-2001
- Helene Jonsson Linköping 1999-2000

## AGM
- 2013 Maribor, Slovenien
- 2012 Granada, Spanien
- 2011 Budapest, Ungern
- 2010 Istanbul, Turkiet
- 2009 Utrecht, Nederländerna
- 2008 Besancon, Frankrike
- 2007 Prag, Tjeckien
- 2006 Kraków, Polen
- 2005 Gdańsk, Polen
- 2004 Helsingfors, Finland
- 2003 Siena, Italien
- 2002 Lugo, Spanien
- 2001 Leiden, Nederländerna
- 2000 Portorož, Slovenien
- 1999 Århus, Danmark
- 1998 Graz, Österrike
- 1997 Gent, Belgien
- 1996 Neapel, Italien
- 1995 Porto, Portugal
- 1994 Helsingfors, Finland
- 1993 Maastricht, Nederländerna
- 1992 Utrecht, Nederländerna
- 1991 Bryssel, Belgien
- 1990 Köpenhamn, Danmark
- 1989 Gent, Belgien (Erasmus Evaluation Meeting)

## Svenska årsmöten
- 2012 Linköping
- 2011 Stockholm
- 2010 Uppsala
- 2009 Linköping
- 2008 Skövde
- 2007 Lund

## Svenska sektioner
- ESN Borås
- ESN Chalmers
- ESN Jönköping
- ESN Kalmar
- ESN Karlskrona
- ESN Kristianstad
- ESN Linköping
- ESN Luleå
- ESN Lund
- ESN Malmö
- ESN Skövde
- ESN Stockholm KTH
- ESN Stockholm universitet (SUS)
- ESN Växjö
- ESN Örebro

## Tidigare medlemmar
- ESN Blekinge
- ESN Karlstad
- ESN Södertörn
- ESN Gävle
- ESN Halmstad
- ESN Uppsala

## Finländska sektioner
- Se: Sektioner i Finland

## Medlemsländer
| Land                    | Antal sektioner | Hemsida           |
| ----------------------- | --------------- | ----------------- |
| Azerbajdzjan            | 1               |                   |
| Belgien                 | 7               | ESN Belgien       |
| Bosnien och Herzegovina | 1               |                   |
| Bulgarien               | 4               |                   |
| Cypern                  | 1               |                   |
| Danmark                 | 4               |                   |
| Estland                 | 5               | ESN Estland       |
| Finland                 | 15              |                   |
| Frankrike               | 20              | ESN Frankrike     |
| Grekland                | 8               |                   |
| Irland                  | 1               |                   |
| Island                  | 1               |                   |
| Italien                 | 41              | ESN Italien       |
| Lettland                | 1               |                   |
| Litauen                 | 7               |                   |
| Nederländerna           | 15              | ESN Nederländerna |
| Nordmakedonien          | 5               |                   |
| Norge                   | 8               |                   |
| Polen                   | 31              |                   |
| Portugal                | 7               |                   |
| Rumänien                | 6               |                   |
| Schweiz                 | 14              | ESN Schweiz       |
| Slovakien               | 5               |                   |
| Slovenien               | 5               |                   |
| Spanien                 | 27              | ESN Spanien       |
| Sverige                 | 11              | ESN Sverige       |
| Storbritannien          | 13              |                   |
| Tjeckien                | 11              |                   |
| Turkiet                 | 26              |                   |
| Tyskland                | 25              | ESN Tyskland      |
| Ukraina                 | 1               |                   |
| Ungern                  | 11              |                   |
| Österrike               | 17              | ESN Österrike     |